# Фаулер, Генри Уотсон
Генри Уотсон Фаулер (10 марта 1858 — 26 декабря 1933 г.г.) — английский педагог, лексикограф и исследователь английского языка. Он известен как автор работ A Dictionary of Modern English Usage («Словарь современного использования английского языка») и Concise Oxford Dictionary («Краткий Оксфордский словарь») и был назван газетой The Times «лексикографическим гением».
После окончания Оксфордского университета Фаулер был школьным учителем до среднего возраста, а затем работал в Лондоне писателем и журналистом, но не очень успешно. В сотрудничестве со своим братом Франциском начиная с 1906 года он начал публиковать работы по грамматике, стилистике и лексикографии. После смерти брата в 1918 году он завершил работы, которые они начали вместе, и написал новые.